# Чехословакия на летних Олимпийских играх 1920
Чехословакия принимала участие в Летних Олимпийских играх 1920 года впервые в своей истории, и завоевала 2 бронзовые медали.

## Медалисты
| Медаль | Спортсмен                      | Вид спорта | Дисциплина     |
| ------ | ------------------------------ | ---------- | -------------- |
| Бронза | Команда                        | Хоккей     | Мужчины        |
| Бронза | Милада Скрбкова Ладислав Земла | Теннис     | Смешанные пары |

## Результаты соревнований

### Академическая гребля
Соревнования по академической гребле проходили с 27 по 29 августа на канале Виллебрук. Соревнования проходили по олимпийской системе. Из каждого заезда в следующий раунд выходил только победитель. В зависимости от дисциплины в финале участвовали либо 2, либо 3 сильнейших экипажа по итогам предварительных раундов.
Мужчины
| Соревнование | Спортсмены   | Первый раунд | Первый раунд | Первый раунд | Полуфинал            | Полуфинал            | Полуфинал            | Финал                | Финал                |
| Соревнование | Спортсмены   | Заезд        | Время        | Место        | Заезд                | Время                | Место                | Время                | Место                |
| ------------ | ------------ | ------------ | ------------ | ------------ | -------------------- | -------------------- | -------------------- | -------------------- | -------------------- |
| одиночки     | Густав Цинке | 1            | неизвестно   | 3            | завершил выступление | завершил выступление | завершил выступление | завершил выступление | завершил выступление |